# Stepelo
Stepelo (Nedersaksisch: Stepel) is een buurtschap in de Twentse gemeente Haaksbergen in de Nederlandse provincie Overijssel.
De buurtschap Stepelo ligt ten noorden van de bebouwde kom van Haaksbergen, langs de N739 richting Beckum. Stepelo is thans ook de naam van een duurzaam bedrijventerrein in het noordelijke deel van Haaksbergen. Stepelo valt voor een groot gedeelte onder de parochie Beckum. De buurtschap grenst aan de dorpen Boekelo, Beckum, Bentelo en St.Isidorushoeve.
Stepelo werd in de middeleeuwen reeds vermeld als Stepele.
In het verleden vormde Stepelo samen met de buurschappen Eppenzolder en Holthuizen een marke.